# Helly Luv
Helan Abdulla (née le 16 novembre 1988), plus connue sous son nom de scène Helly Luv, est une chanteuse, danseuse, chorégraphe, actrice et mannequin kurde.
Sa carrière a commencé en diffusant ses réalisations sur les sites de partage de musique comme Myspace et YouTube. Elle a depuis joué dans des films, des vidéos musicales et a réalisé ses propres productions. Elle devint populaire grâce à son single sorti en 2013 Risk It All. Helly Luv a récemment[évasif] signé à G2 Music Group. En 2014, elle est apparue dans son premier long métrage, Mardan.

## Vie privée
Helly Luv, d'origine kurde, est née à Ourmia en Azerbaïdjan occidental le 16 novembre 1988. Sa  famille se réfugia peu après  en Turquie. Il leur fut finalement accordé la citoyenneté finlandaise ce qui fit d'eux les premiers immigrants kurdes de l'histoire du pays. Elle commença à chanter dans une chorale de quartier et a ensuite élargi son intérêt en jouant du piano et en prenant des cours de théâtre. Elle a commencé à démontrer ses capacités en danse et en chant à l'école, mais la danse est devenue son principal atout, avec la possibilité pour elle de participer aux Championnats d'Europe de danse, puis de signer un contrat avec Nike Finlande.

## Carrière
En 2006, Helly Luv déménagea à Los Angeles pour poursuivre son rêve d'artiste. Juste avant de préparer son retour en Finlande, elle reçut un message via Myspace du Grammy et producteur Carlos McKinney pour signer un contrat avec sa maison de disque. Pendant la durée de ce contrat, elle eut l'opportunité de travailler avec l'auteur-compositeur-interprète The-Dream. Fin 2013, Helly Luv signa un autre contrat avec Gawain "G2" Bracy II et G2 Music Group, sous lequel sorti son titre Risk It All. Ce titre mélange rythmes latins et orientaux, avec des paroles à tendance World Pop. Il reçut un succès immédiat en Finlande, où il se classa en troisième position des titres les plus téléchargés sur iTunes dès la première semaine, en concurrence avec Diamonds de Rihanna.
En 2015, Helly Luv tourna la vidéo de son prochain titre; Revolution, dans un village abandonné près de Mossoul, là où les milices kurdes combattaient l’État islamique. Dans cette vidéo, elle écrit au rouge à lèvres le mot « Revolution » sur un obus, avant de le tirer depuis un tank vers le front, quelques kilomètres plus loin.
Ses clips sont autant de pamphlets contre Daesh, et appellent à l'unité du peuple kurde contre l'envahisseur. Ses paroles parlent de résistance et de fierté d'être kurde, tandis que ses clips ont une image clairement militaire et indépendantiste de la situation.

## Philanthropie

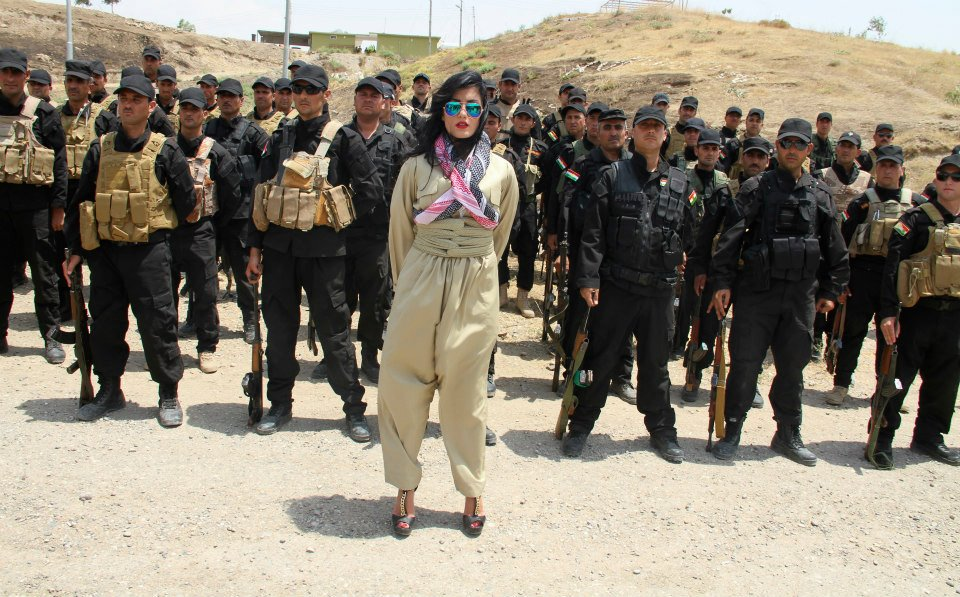
Helly Luv lors de sa visite de juin 2014 aux peshmergas.

En 2014, elle créa la fondation Helly Luv House, qui vient en aide aux gens et aux animaux dans le besoin à travers tout le Kurdistan. Le 22 janvier, sa fondation et d'autres associations fermèrent le Gelkand Park (le deuxième pire zoo au monde) et replacèrent les animaux dans un zoo improvisé à Erbil, la capitale du Kurdistan irakien.
Le 6 juin, elle rendit visite au quartier général des peshmergas dans la ville de Dahuk en Irak, près de Mossoul. Elle y distribua des vivres aux troupes, et leur fit part de ce message personnel : « Mon message est que nous, le peuple kurde, nous devons tout risquer pour nos rêves et le combat pour notre pays ».

## Menaces
La chanteuse kurde fait face aux menaces de mort des islamistes. En effet, depuis la sortie de son premier clip en février 2014, Risk it all, littéralement « Tout risquer », elle est victime des menaces de mort de la part de militants islamistes, notamment des combattants de l'Organisation État Islamique.
Elle est critiquée pour les images provocatrices dans son clip. Mais ce qui motive le plus ces menaces, ce sont les séquences avec la présence de femmes militaires kurdes armées, ainsi que la foule avec des drapeaux kurdes à la main, qui rendent pour le moins explicite le discours indépendantiste de la jeune femme.
« J'ai reçu  des menaces de mort de beaucoup de groupes islamiques ... Ce sont des moments vraiment difficiles pour moi », a expliqué Helly Luv dans un entretien à l'agence Reuters, à Erbil, la capitale de la région autonome du Kurdistan irakien.

## Filmographie
- 2014 : Mardan : Leila
- 2014 : Arto Nyberg (série télévisée) : elle-même (1 épisode)
- 2015 : A Flag Without a Country : elle-même
- 2016 : Peshmerga